# Ansambel Saša Avsenika
Ansambel Saša Avsenika je slovenska narodnozabavna  glasbena skupina, ustanovljena leta 2008 v Begunjah na Gorenjskem.
Danes so poleg vodje Saša Avsenika na harmoniki v zasedbi še basist Aleš Jurman, kitarist Matic Plevel, trobentač Denis Daneu, klarinetist Tommy Budin ter pevca Luka Sešek in Lucija Selak. Večino besedil jim napiše Ivan Sivec, nekaj pa tudi Tone Fornezzi – Tof.
S svojimi nastopi širijo slovensko narodno zabavno glasbo tako v Sloveniji, kot tudi v Nemčiji, Avstriji, Franciji, Švici, Italiji in Belgiji. Ansamblu se občasno na odrih pridružijo tudi drugi poznani glasbeniki ali komiki: Sašev oče in virtuoz na kitari Gregor Avsenik, komik Jurij Zrnec (Zrnčev Jur), ki poje skladbo »Tajkunček« ter »Cuzi muzi popek špric«, komik Klemen Košir (poje veliko skladb, ki jih je pel Franc Košir) ter Saševa sestra Monika Avsenik kot pevka.

## Albumi
| Izid | Naslov               | Založba                 |
| ---- | -------------------- | ----------------------- |
| 2009 | Na sončni strani Alp | Galerija Avsenik-Hohner |
| 2011 | Zavrtimo se          | Vox                     |
| 2013 | Stunden voll Musik   | MCP                     |
| 2014 | Dolge so noči        | Vox                     |
| 2016 | Bi b'la moja         | Vox                     |